# Katherine Langford

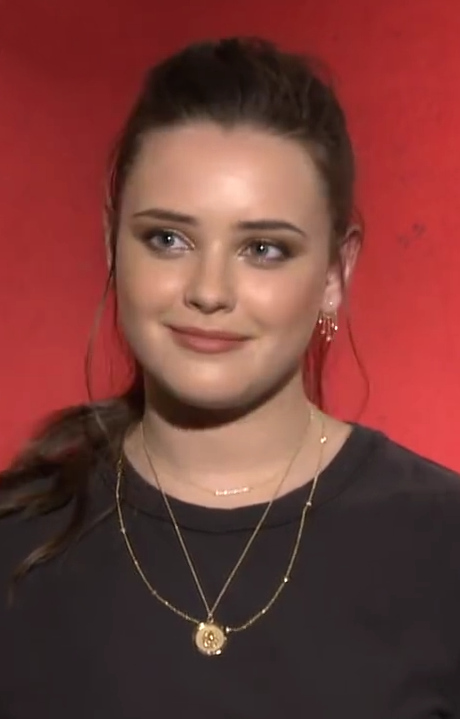
Katherine Langford (2018)

Katherine Langford (* 29. April 1996 in Perth, Western Australia) ist eine australische Schauspielerin.

## Leben
Langford wurde in Perth, Western Australia als älteste Tochter von Elizabeth Langford (geborene Green) und Stephen Langford geboren. Sie hat eine jüngere Schwester, Josephine Langford, welche ebenfalls als Schauspielerin tätig ist.
Sie verbrachte ihre Schulzeit an der Perth Modern School und erzielte in dieser Zeit Erfolge als Schwimmerin. Sie studierte Schauspielerei am National Institute of Dramatic Art in Sydney und Gesang an der Perth’s Principal Academy of Performing Arts. Die Masterclass belegte sie am Royal Conservatoire of Scotland in Glasgow. Ihr Filmdebüt gab sie mit dem Kurzfilm Daughter, der bei den Internationalen Filmfestspielen von Cannes 2016 Premiere hatte.
Bekannt wurde sie durch ihre Rolle der Hannah Baker in der Netflix-Serie Tote Mädchen lügen nicht. Für diese Rolle wurde sie 2018 für den Golden Globe nominiert. In der Verfilmung von „Simon Vs. The Homo Sapiens Agenda“ (dt. Nur drei Worte) von Becky Albertalli mit dem Titel Love, Simon übernahm sie die Rolle der Leah Burke. Sie könnte in einer Fortsetzung, die auf dem Buch Leah on the Offbeat basiert, erneut die Rolle übernehmen. Für den Film Avengers: Endgame spielte sie die erwachsene Morgan Stark, jedoch wurde die Szene mit ihr aus der finalen Filmfassung entfernt, später aber einzeln veröffentlicht.
Ende 2018 wurden neue Projekte mit ihr bekannt. So spielt sie in Rian Johnsons Knives Out – Mord ist Familiensache, der nach seiner Premiere auf dem Toronto International Film Festival im September 2019 u. a. in der Variety als Krimikomödie und Hommage an die Whodunits im Stil von Agatha Christie, Ruth Rendell oder Arthur Conan Doyle beschrieben wurde. In der Fernsehserie Cursed von Regisseur Frank Miller und Tom Wheeler schlüpft sie in die Rolle von Nimue, der Lady of the Lake, die König Artus zu seinem Schwert Excalibur bringt. Die Serie wurde 2020 bei Netflix veröffentlicht und nach der ersten Staffel eingestellt.

## Filmografie
- 2016: Daughter (Kurzfilm)
- 2017–2018, 2020: Tote Mädchen lügen nicht (13 Reasons Why, Fernsehserie, 27 Folgen)
- 2018: The Misguided
- 2018: Love, Simon
- 2019: Knives Out – Mord ist Familiensache (Knives Out)
- 2019: Avengers: Endgame (entfernte Szene)
- 2020: Cursed – Die Auserwählte (Cursed, Fernsehserie, 10 Folgen)
- 2020: Zerplatzt (Spontaneous)
- 2022: Savage River (Fernsehserie, 6 Folgen)

## Preise
- Golden Globe Awards 2018: Nominierung als Beste Serien Hauptdarstellerin Drama für Tote Mädchen lügen nicht